# Lekkoatletyka na Letnich Igrzyskach Olimpijskich 2008 – bieg na 1500 m mężczyzn
Bieg na 1500m mężczyzn podczas XXIX Igrzysk Olimpijskich w Pekine odbył się w dniach 15-19 sierpnia na Stadionie Narodowym w Pekinie.

## Rekordy
| Rekord świata     | Hicham El Guerrouj (MAR) | 3:26.00 | Rzym, Włochy      | 14 lipca 1998    |
| Rekord olimpijski | Noah Ngeny (KEN)         | 3:32.07 | Sydney, Australia | 29 sierpnia 2000 |

## Przebieg zawodów
| Poz. - pozycja |
| WR - rekord świata \| - rekord krajowy \| - rekord życiowy \| = - wyrównany rekord życiowy \| · - najlepszy wynik w sezonie \| = - wyrównany najlepszy wynik w sezonie |
| Fn - falstart |
| * wyniki podawane w minutach |

### Pierwsza runda
Biegi pierwszej rundy odbyły się 15 sierpnia w godzinach 19:10-19:40 czasu lokalnego. Wystartowało w nich w sumie 50 zawodników. Kwalifikację uzyskało pięć pierwszych zawodników z każdego biegu oraz czterech zawodników z najlepszymi czasami.
Bieg 1
| Poz. | Zawodnik            | Narodowość        | Rezultat | Uwagi |
| ---- | ------------------- | ----------------- | -------- | ----- |
| 1    | Mehdi Baala         | Francja           | 3:35.87  | Q     |
| 2    | Nicholas Willis     | Nowa Zelandia     | 3:36.01  | Q     |
| 3    | Daham Najim         | Katar             | 3:36.05  | Q     |
| 4    | Tarek Boukensa      | Algieria          | 3:36.11  | Q     |
| 5    | Deresse Mekonnen    | Etiopia           | 3:36.22  | Q     |
| 6    | Leonel Manzano      | Stany Zjednoczone | 3:36.67  | q,    |
| 7    | Javier Cariqueo     | Argentyna         | 3:39.36  | SB    |
| 8    | Reyes Estévez       | Hiszpania         | 3:39.62  |       |
| 9    | Taylor Milne        | Kanada            | 3:41.56  |       |
| 10   | Youssef Baba        | Maroko            | 3:42.13  |       |
| 11   | Wiaczesław Szabunin | Rosja             | 3:42.53  |       |
|      | Juan Luis           | Meksyk            | DNS      |       |

Bieg 2
| Poz. | Zawodnik            | Narodowość        | Rezultat | Uwagi |
| ---- | ------------------- | ----------------- | -------- | ----- |
| 1    | Asbel Kiprop        | Kenia             | 3:41.28  | Q     |
| 2    | Nathan Brannen      | Kanada            | 3:41.45  | Q     |
| 3    | Juan Carlos Higuero | Hiszpania         | 3:41.70  | Q     |
| 4    | Bernard Lagat       | Stany Zjednoczone | 3:41.98  | Q     |
| 5    | Anter Zerguelaine   | Algieria          | 3:42.30  | Q     |
| 6    | Goran Nava          | Serbia            | 3:42.92  | NR    |
| 7    | Thomas Lancashire   | Wielka Brytania   | 3:43.40  |       |
| 8    | Alistair Cragg      | Irlandia          | 3:44.90  |       |
| 9    | Hais Welday         | Erytrea           | 3:45.06  |       |
| 10   | Mohammed Shaween    | Arabia Saudyjska  | 3:45.82  |       |
| 11   | Mitchell Kealey     | Australia         | 3:46.31  |       |
| 12   | Isaiah Msibi        | Suazi             | 3:51.35  | PB    |
|      | Ivan Heshko         | Ukraina           | DNS      |       |

Bieg 3
| Poz. | Zawodnik                 | Narodowość        | Rezultat | Uwagi |
| ---- | ------------------------ | ----------------- | -------- | ----- |
| 1    | Juan van Deventer        | Południowa Afryka | 3:36.32  | Q     |
| 2    | Arturo Casado            | Hiszpania         | 3:36.42  | Q     |
| 3    | Andrew Baddeley          | Wielka Brytania   | 3:36:47  | Q     |
| 4    | Abdalaati Iguider        | Maroko            | 3:36.48  | Q     |
| 5    | Lopez Lomong             | Stany Zjednoczone | 3:36.70  | Q     |
| 6    | Belal Mansoor Ali        | Bahrajn           | 3:36.84  | q     |
| 7    | Houdson de Souza         | Brazylia          | 3:37.06  |       |
| 8    | Demma Daba               | Etiopia           | 3:37.78  |       |
| 9    | Tiidrek Nurme            | Estonia           | 3:38.59  | NR    |
| 10   | David Freeman            | Portoryko         | 3:39.70  | SB    |
| 11   | Nicholas Kiptanui Kemboi | Kenia             | 3:41.56  |       |
| 12   | Bayron Piedra            | Ekwador           | 3:45.57  |       |
| 13   | Abdalla Abdelgadir       | Sudan             | 3:47.65  |       |

Bieg 4
| Poz. | Zawodnik                | Narodowość | Rezultat | Uwagi |
| ---- | ----------------------- | ---------- | -------- | ----- |
| 1    | Mohamed Moastaoui       | Maroko     | 3:34.80  | Q     |
| 2    | Augustine Kiprono Choge | Kenia      | 3:35.47  | Q     |
| 3    | Chrisian Obrist         | Włochy     | 3:35.91  | Q,    |
| 4    | Kevin Sullivan          | Kanada     | 3:36.05  | Q     |
| 5    | Carsten Schlangen       | Niemcy     | 3:36.94  | q     |
| 6    | Mulugeta Wendimu        | Etiopia    | 3:36.67  | q     |
| 7    | Thamer Kamar Ali        | Katar      | 3:41.08  |       |
| 8    | Mahamoud Farah          | Dżibuti    | 3:43.62  |       |
| 9    | Chauncy Master          | Malawi     | 3:44.96  |       |
| 10   | Kamal Boulahfane        | Algieria   | 3:45.59  |       |
| 11   | Jeffrey Riseley         | Australia  | 3:53.95  |       |
|      | Rashid Ramzi            | Bahrajn    | DQ       |       |

### Półfinały
Półfinały odbyły się 17 sierpnia w godzinach 21:55-22:08. Brało w nich udział łącznie 24 zawodników. Do finału kwalifikowało się po pięciu zawodników z każdego półfinału i dwóch zawodników z najlepszymi czasami.
Półfinał 1
| Poz. | Zawodnik            | Narodowość        | Rezultat | Uwagi |
| ---- | ------------------- | ----------------- | -------- | ----- |
| 1    | Asbel Kiprop        | Kenia             | 3:37.04  | Q     |
| 2    | Abdalaati Iguider   | Maroko            | 3:37.21  | Q     |
| 3    | Juan Carlos Higuero | Hiszpania         | 3:37.31  | Q     |
| 4    | Christian Obrist    | Włochy            | 3:37.47  | Q     |
| 5    | Belal Mansoor Ali   | Bahrajn           | 3:37.60  | Q     |
| 6    | Juan van Deventer   | Południowa Afryka | 3:37.75  | q     |
| 7    | Daham Najim Bashir  | Katar             | 3:37.77  | q     |
| 8    | Carsten Schlangen   | Niemcy            | 3:37.94  |       |
| 9    | Nathan Brannen      | Kanada            | 3:39.10  |       |
| 10   | Mulugeta Wendimu    | Etiopia           | 3:40.16  |       |
| 11   | Anter Zerguelaine   | Algieria          | 3:40.64  |       |
| 12   | Lopez Lomong        | Stany Zjednoczone | 3:41.00  |       |

Półfinał 2
| Poz. | Zawodnik                | Narodowość        | Rezultat | Uwagi |
| ---- | ----------------------- | ----------------- | -------- | ----- |
| 1    | Mehdi Baala             | Francja           | 3:37.47  | Q     |
| 2    | Andrew Baddeley         | Wielka Brytania   | 3:37.47  | Q     |
| 3    | Augustine Kiprono Choge | Kenia             | 3:37.54  | Q     |
| 4    | Nicholas Willis         | Nowa Zelandia     | 3:37.54  | Q     |
| 5    | Bernard Lagat           | Stany Zjednoczone | 3:37.79  |       |
| 6    | Deresse Mekonnen        | Etiopia           | 3:37.85  |       |
| 7    | Tarek Boukensa          | Algieria          | 3:39.73  |       |
| 8    | Kevin Sullivan          | Kanada            | 3:40.30  |       |
| 9    | Mohamed Moustaoui       | Maroko            | 3:40.90  |       |
| 10   | Arturo Casado           | Hiszpania         | 3:41.57  |       |
| 11   | Leonel Manzano          | Stany Zjednoczone | 3:50.33  |       |
|      | Rashid Ramzi            | Bahrajn           | DQ       |       |

### Finał
Finał odbył się 19 sierpnia o godzinie 22:50. Uczestniczyło w nim 12 zawodników.

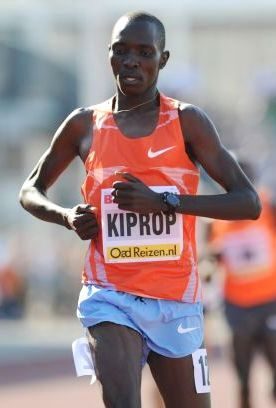
Asbel Kiprop

| Poz. | Zawodnik            | Narodowość        | Rezultat | Uwagi |
| ---- | ------------------- | ----------------- | -------- | ----- |
| 1    | Asbel Kiprop        | Kenia             | 3:33.11  |       |
| 2    | Nick Willis         | Nowa Zelandia     | 3:34.16  |       |
| 3    | Mehdi Baala         | Francja           | 3:34.21  |       |
| 4    | Juan Carlos Higuero | Hiszpania         | 3:34.44  |       |
| 5    | Abdalaati Iguider   | Maroko            | 3:34.66  |       |
| 6    | Juan Van Deventer   | Południowa Afryka | 3:34.77  |       |
| 7    | Belal Mansoor Ali   | Bahrajn           | 3:35.23  |       |
| 8    | Andrew Baddeley     | Wielka Brytania   | 3:35.37  |       |
| 9    | Augustine Choge     | Kenia             | 3:35.50  |       |
| 10   | Daham Najim Bashir  | Katar             | 3:37.68  |       |
| 11   | Christian Obrist    | Włochy            | 3:39.87  |       |
|      | Rashid Ramzi        | Bahrajn           | DSQ      |       |